# Мартинець Володимир Євгенович
Володи́мир Євге́нович Мартине́ць (псевдо: «Волянський», «Маруся», «Туратті» 15 липня 1899, Львів — 10 грудня 1960, Вінніпег, Канада) — український політичний діяч, журналіст, публіцист, один з найплідніших авторів націоналістичного руху, борець за незалежність України у ХХ сторіччі.

## Життєпис

Перший Конґрес Українських Націоналістів у Відні, 1929 рік. Сидять зліва направо 1 ряд: Юліан Вассиян, Дмитро Андрієвський, Микола Капустянський, Євген Коновалець, Микола Сціборський, Яків Моралевич, Володимир Мартинець, Микола Вікул. Стоять зліва направо 2 ряд: Іван Малько, Осип Бойдуник, Максим Загривний, Євген Зиблікевич, Петро Кожевників, Дмитро Демчук, Леонід Костарів, Олесь Бабій, Ріко Ярий, Михайло Антоненко, Зенон Пеленський. Стоять зліва направо 3 ряд : Юрій Руденко, Ярослав Барановський, Степан Охримович, Степан Ленкавський, Андрій Федина, Ярослав Герасимович, Теофіл Пасічник-Тарнавський, Олександр Згорлякевич

Євген Ляхович, Євген Коновалець, Володимир Мартинець, Микола Сціборський, Ірина Мартинець. Женева, 1933 рік.

Народився 15 липня 1899 року у Львові. Здобувши гімназійну освіту, вступив у 1918 добровольцем до Корпусу Січових Стрільців у Києві. Працював секретарем губернського комісара Холмщини, Осяння та Підляшшя Олександра Скоропис-Йолтуховського. За українсько-польської війни 1918–19 був старшиною Холмсько-Городельського коша ім. С. Петлюри.
Студіював право (1920—1923) на юридичному факультеті Львівського університету; економіку (1923-26) — у Вищій торговельній школі в Празі; політичні науки і журналістику (1927—1929) — у Берліні; філософію (1934—1936) — в Парижі у Сорбонському університеті. Відбувши рік еміграції (1925) у ЧСР, стає віце-президентом ЦЕСУС (Центральний Союз Українського Студенства) (1936—1937).
Член ЛУН та Верховної команди УВО (1927—1933), секретар і член Проводу українських націоналістів (ПРУН), головний редактор часописів «Розбудова Нації» і «Сурма» (УВО), потім — «Українського слова» (Париж). В 1934—1940 роках мешкав у Франції, де спільно з Миколою Сціборським і Миколою Капустянським вів націоналістичну роботу.
Після розколу в ОУН став на боці Андрія Мельника, очолював Крайовий провід ОУН на ЗУЗ; з 1945 року на еміграції в Німеччині, а з 1949 року — у Канаді, редагував «Новий шлях». Автор низки праць з історії УВО і ОУН.

## Родина
Був одружений із відомою оперною співачкою Іриною Туркевич-Мартинець.
У грудні 1934 р. у Володимира та Ірини в Парижі, де вони жили з жовтня 1934 р., народився син.

## Творчість
Автор спогадів «Від УВО до ОУН» (1949), «Шляхом таборів» (1950), книжок «За зуби та пазурі нації» (1933), «Під румунським постолом» (1937), «Жидівська проблема в Україні» (1938), «Ідеологія організованого націоналізму» (1954), понад 3000 статей.
Окремі видання:
- Мартинець В. Забронзовуймо наше минуле! — Париж: вид-во «Українське слово», 1937. — 31 с.
- Мартинець В. Шляхом таборів ДП. Спогади. — Вінніпег, 1950. — 380 с.

## Інтернет-ресурси
- Володимир Мартинець [Архівовано 1 вересня 2010 у Wayback Machine.]